# Килнамартира
Килнамартира (англ. Kilnamartyra; ирл. Cill na Martra) — деревня в Ирландии, находится в графстве Корк (провинция Манстер). Является частью Гэлтахта.